# Casey Jacobsen
Casey Gardner Jacobsen (ur. 19 marca 1981 w Glendorze) – amerykański koszykarz, występujący na pozycji rzucającego obrońcy lub niskiego skrzydłowego.
W 1999 wystąpił w spotkaniach wschodzących gwiazd szkół średnich – Nike Hoop Summit i McDonald’s All-American. Został zaliczony do II składu Parade All-American oraz III
USA Today's All-USA. Wybrano go także najlepszym zawodnikiem szkół średnich stanu Kalifornia (California Mr. Basketball - 1999, John R. Wooden California High School POY - 1998).
W 2004 reprezentował Phoenix Suns podczas letniej ligi NBA w Las Vegas i Salt Lake City. Rok później występował w barwach Denver Nuggets.

## Osiągnięcia
Na podstawie, o ile nie zaznaczono inaczej.
NCAA
- Uczestnik rozgrywek:
  - Elite Eight turnieju NCAA (2001)
  - turnieju NCAA (2000–2002)
- Mistrz sezonu regularnego konferencji Pac-12 (2000, 2001)
- Najlepszy pierwszoroczny zawodnik sezonu konferencji Pac-10 (2000)[6]
- Zaliczony do:
  - I składu:
    - All-American (2001)
    - Pac-10 (2000–2002)
    - najlepszych pierwszorocznych zawodników Pac-10 (2000)
- II składu All-American (2002)
- Lider Pac-10 w liczbie:
  - (616) i średniej punktów (21,9 – 2001)
  - celnych rzutów za 3 punkty (84 – 2001)

Drużynowe
- Mistrz Niemiec (2007, 2010–2013)
- Wicemistrz Hiszpanii (2006)
- Zdobywca:
  - pucharu:
    - Hiszpanii (2006)
    - Niemiec (2009–2012)

  - superpucharu:
    - Niemiec (2007, 2010–2012)
    - Hiszpanii (2005)
- 3. miejsce:
  - w:
    - Eurolidze (2006)
    - pucharze Niemiec (2014)

  - podczas mistrzostw Niemiec (2009)

Indywidualne
- MVP finałów mistrzostw Niemiec (2007, 2010)
- Najlepszy ofensywny zawodnik ligi niemieckiej (2007)
- Zaliczony do I składu ligi niemieckiej (2007, 2011, 2012)
- Uczestnik meczu gwiazd ligi niemieckiej (2011)
- Drużyna Brose Baskets zastrzegła należący do niego numer 23  (2014)

Reprezentacja
- Wicemistrz świata U–19 (1999)